# 内国勧業博覧会
内国勧業博覧会（ないこくかんぎょうはくらんかい）は明治時代の日本で開催された博覧会である。国内の産業発展を促進し、魅力ある輸出品目育成を目的として、東京（上野）で3回、京都・大阪で各1回の計5回を政府主導で開催し、最も規模が大きかったのは最後となった第五回であった。

## 概要
明治時代は近代化促進のために数多くの展覧会が開かれたが、内国勧業博覧会はその中でも代表的な博覧会である。「内国」と付くのは、第一回内国博を主導した大久保利通の意向による。これは国内物産の開発・奨励を第一義の目的としていたという意味もあるが、外国人の治外法権と内地通商権の不許可という事情にもよる。他に、明治期の日本には万国博覧会を開催するだけの国力がまだなかったことも大きい。
明治初期の内国博の役割は、物品を一堂に集めることで優劣を明らかとし、出品者の向上心や競争心を刺激して、産業増進を達成することであった。明治中期日清戦争を経ると、精神的部分に国家的団結の場としての効果が期待された。そのシンボルは天皇であり、明治天皇はしばしば内国博に行幸している。そもそも内国博を開くのは天皇の重要な役割で、第4回を除く開場式に臨幸し勅語を発した。第2回以降総裁・副総裁職が設けられるが、実務は副総裁が担当するものの、総裁には皇族が選ばれた。
しかし、会を重ねるごとに内国博の効果に疑問を持つ人々が増えるようになる。そもそも博覧会の効果は即効性がなく目に見えにくい。そこで博覧会の効果としては副次的であるが、わかりやすい博覧会入場者がもたらす経済効果に注目が集まった。入場者を増やすために娯楽的な会場も増え効果もあったが、内国博の本来の目的である国家を富強に導くプロジェクトとしての色合いが薄まり、興行やお祭りに近い娯楽イベントになっていった。また、20世紀に入ると政府が主導しなくとも、内国博レベルの勧業諸会であれば、地方自治体あるいはその連合体で開催可能となっていたことも大きい。こうなると日露戦争後の財政難の政府には、規模増大を続ける内国博は手に負えない事業となった。第6回内国博に相当する博覧会を「日本大博覧会」の名で開催する勅令が1907年（明治40年）3月に公布されたものの、まもなく延期となり、同年11月には中止が決定した。
なお、1907年には東京府主催の博覧会が上野で開催された（東京勧業博覧会の項を参照）。

## 第一回内国勧業博覧会

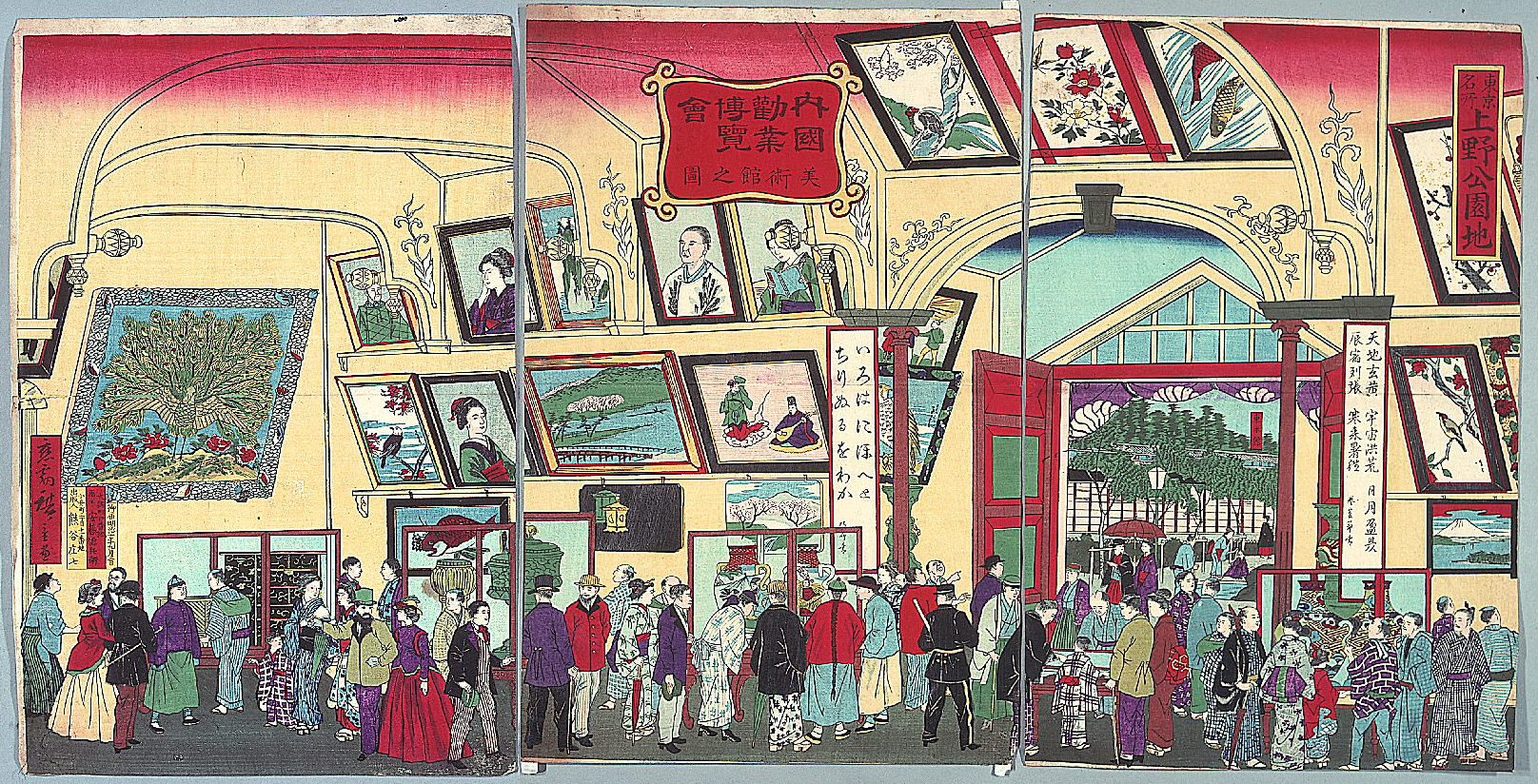
上野公園地 内国勧業博覧会　美術館之図（1877年）

1877年（明治10年）8月、初代内務卿大久保利通の提案により、内務省の主導で開催された。博覧会の意義は、明治政府として初めて参加した1873年のウィーン万国博覧会によって、関係者の間で認識されていた。半年前に西南戦争が起こり、開催を危ぶむ声もあったが、予定通り実施された。内国博以前にも「博覧会」と銘打ったものは存在したが、その殆どが名宝や珍品を集めて観覧させることが目的の、いわば「見世物」であった。「勧業」を冠していることからも明らかなように内国勧業博覧会は、見世物を明確に否定し、殖産興業推進には必要な欧米からの新技術と日本の在来技術の出会いの場となる産業奨励会としての面を強調した。
しかし、多くの人々にとって博覧会とは何か理解されていなかったため、出品物の収集にあたっては各府県の出品取扱人による勧誘が行われた。出品者には他の出品作を見て自作の糧とし、また交易の足掛かりになると実見の大切を訴え、出品者の出京を要請した。出品に伴う運搬費などは、基本的に出品者の負担だったが、大久保は費用の一部を国や府県が援助する法律を成立させた。民間の運送会社も出品物運送費や出品者乗車賃などを約15～40%の割引を行った。特に三菱商会は、荷物運賃の他にも出品者・官吏の往復運賃も通常料金の半額に割引している。これら各社には内国博終了後、政府から賞杯が贈られた。
全国から集められた出品物は、前年のフィラデルフィア万国博覧会にならって、鉱業及び冶金術、製造物、美術、機械、農業、園芸の6つに分類され、素材・製法・品質・調整・効用・価値・価格などの基準で審査が行われた。優秀作には賞牌や褒状が授与され、いわば物品調査と産業奨励が同時に行われた。奨励の意味を込めて、出品者のうち約3割が何らかの賞を受けている。この博覧会では紡織産業が多くの割合を占めたが、その中で最高の賞牌、鳳紋賞牌を与えられた臥雲辰致のガラ紡は、博覧会後急速に普及し過渡期の紡績工業に貢献した。
上野公園に設けられた約10万平方メートルの会場には、美術本館、農業館、機械館、園芸館、動物館が建てられ、寛永寺旧本坊の表門の上には大時計が掲げられた。また、公園入り口に造られた約10メートルのアメリカ式の地下水汲み上げ用風車や上野東照宮前から公園にかけての数千個の提灯が掲げられた。入場者数は西南戦争やコレラの流行もあって大久保の予想を下回り、財政的には不成功だと大久保はイギリス公使パークスに語っている。しかし、勧業政策としての内国博は有用であり、以後の博覧会の原型となった。
上野公園。1877年8月21日開場、9月12日同会出品審査会官制審査条例を制定、11月30日閉場、出品者1万6172名、出品点数8万4353点、授賞5096点。

## 第二回内国勧業博覧会

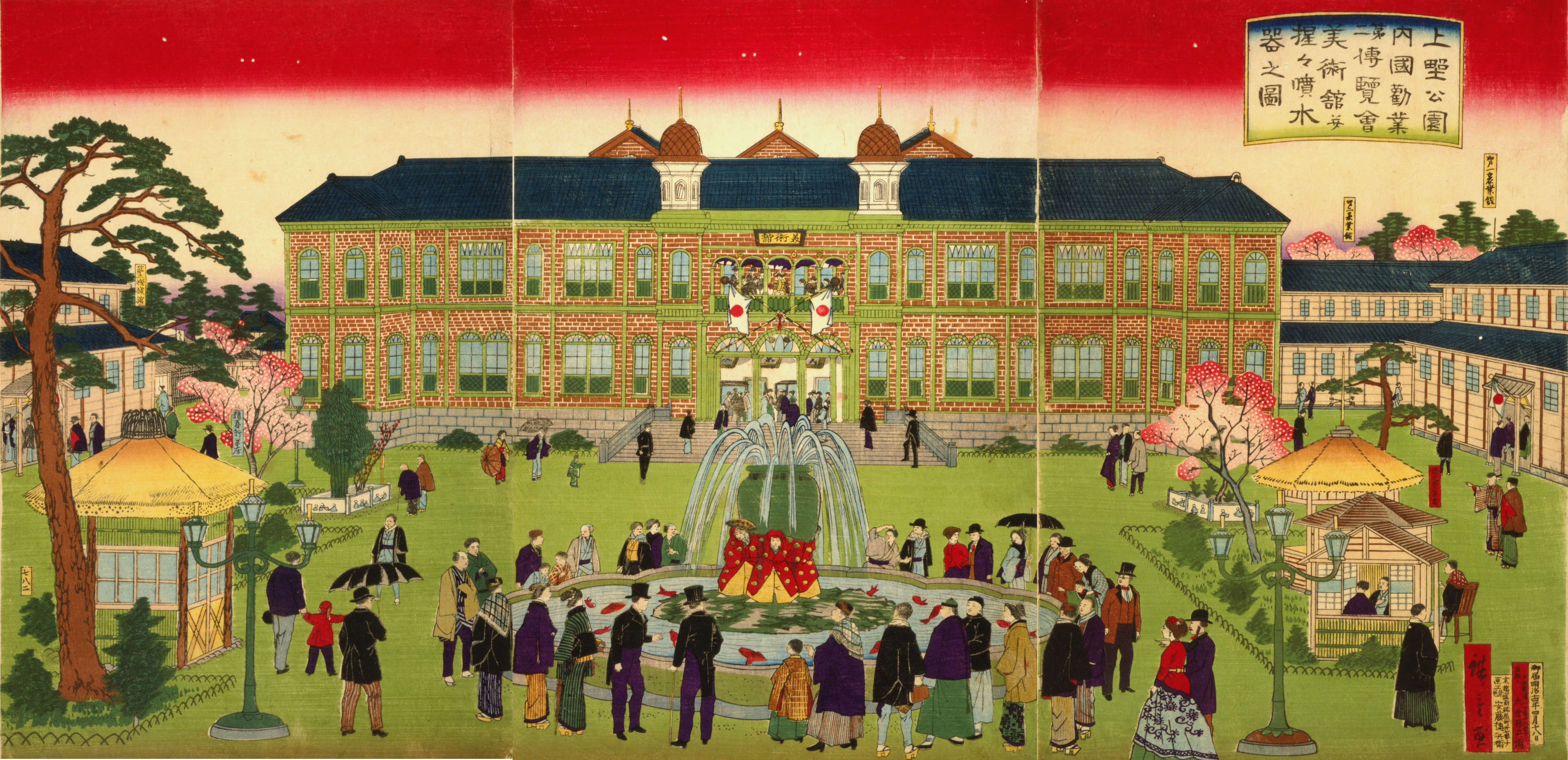
3代広重画「上野公園内国勧業第二博覧会美術館ならびに猩々噴水器之図」

1881年（明治14年）3月1日から6月30日まで。上野公園。受賞者（名誉賞牌）旭玉山・七宝会社、（進歩賞牌）西村総左衛門・後藤省三郎、（妙技1等）加納夏雄・秦蔵六・柴田是真、（妙技2等）河鍋暁斎・滝和亭・石川光明・高橋由一・森川杜園。その他、サン・ジョヴァンニの「婦人三絃弾奏図」、ラグーザの「日本婦人」が評判となった。彫刻では牙彫が全盛で、書道では長三洲・日下部鳴鶴らが入選した。
博覧会に合わせて、1881年、上野公園の寛永寺本坊跡に煉瓦造2階建の建物が完成した（現在の東京国立博物館本館の位置）。イギリス人建築家ジョサイア・コンドルの設計によるもので、会期中は展示館として使用された。博覧会終了後は上野博物館の本館となり、翌1882年3月、明治天皇行幸の下、開館式が行われた。

## 第三回内国勧業博覧会
1890(明治23)年4月1日～7月31日　東京 上野公園
入場者数1,023,693人
上村松園が弱冠15歳にして出品した「四季美人図」が一等褒状受賞し、英国コノート公アーサーの買い上げとなる。また川合玉堂も入選している（17歳）。
橋本雅邦「秋景山水」（白雲紅樹）、荒木寛畝「孔雀図」、川端玉章「墨堤桜花」、平福穂庵「虎図」、原田直次郎「観音」、亀井至一「深殿弾箏図」、竹内久一「神武天皇像」、金田兼次郎「牙彫大鷲置物」、海野勝珉「蘭陵王」、大島如雲「濡獅子図鋳銅額」など。
後に自動織機などを発明する豊田佐吉もこの博覧会を見学した。
東京電灯が電車（路面電車／東京電燈スプレーグ式）を日本初運行。

## 第四回内国勧業博覧会
1895年(明治28年)、京都の岡崎公園（琵琶湖疏水の北側の地域）を会場として開催された。開催地選定を巡り大阪市との競願となったが、京都市の有力者が、平安遷都千百年紀念祭とあわせて、博覧会の誘致運動を進めたものである。
岡崎公園。4月1日から7月31日まで。総入場者数113万人。橋本雅邦「釈迦十六羅漢」「龍虎」、野口幽谷「菊鶏図」、滝和亭「松鶴遐齢、享天百禄」、黒田清輝「朝妝」、久米桂一郎「秋景晩暉」など。裸婦像「朝妝」の陳列の可否をめぐり世論が沸騰した。
博覧会に合わせて、1895年4月に七条（京都駅前）から博覧会場まで路面電車（京都電気鉄道）が開業した（後の京都市電木屋町線・京都市電蹴上線）。
博覧会跡地には平安神宮や文化施設が建設された。1903年には、博覧会跡地の市有地を岡崎公園とすることが京都市議会で決議され、1904年に公園が開園した。

## 第五回内国勧業博覧会

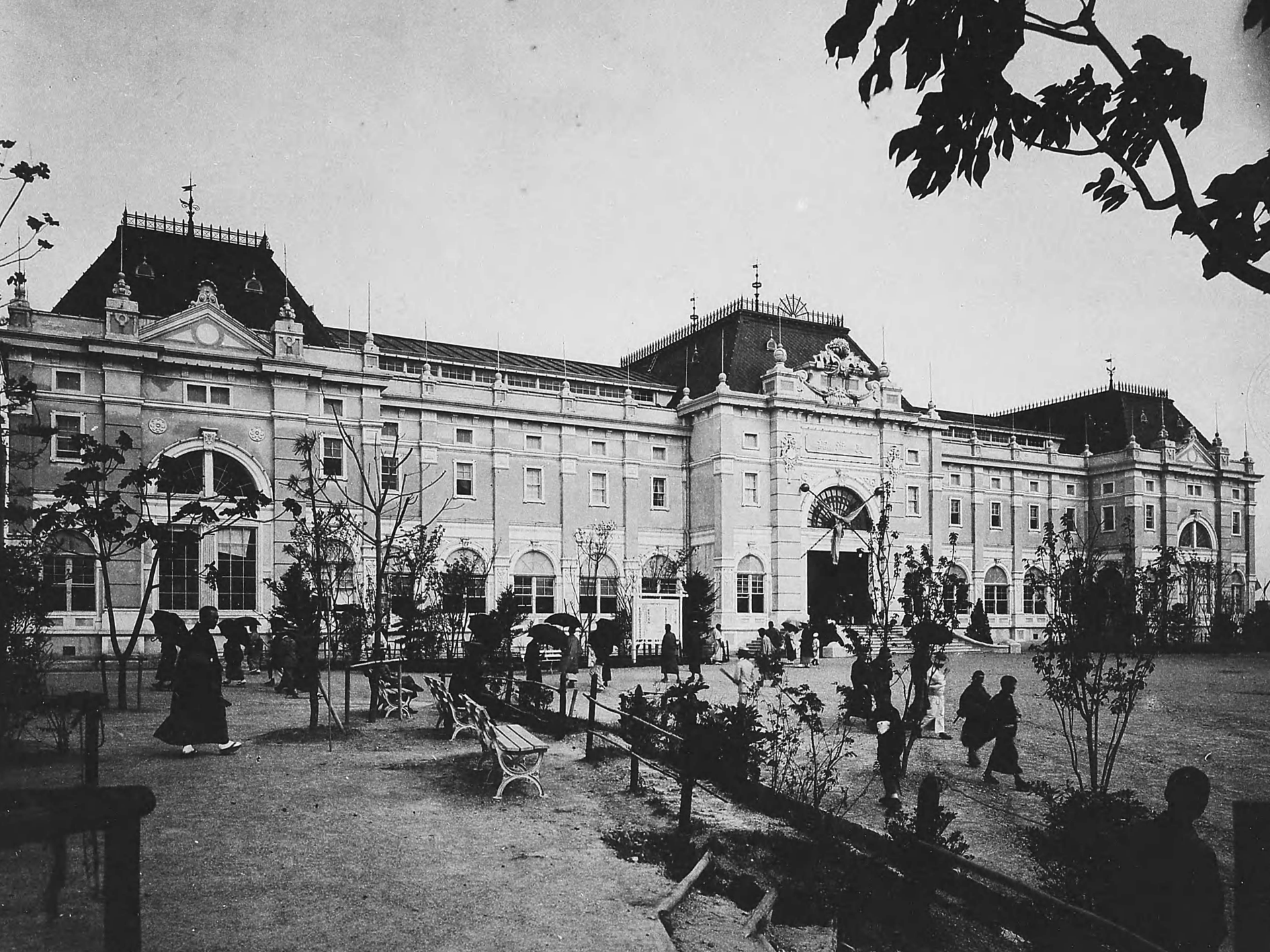
第五回内国勧業博覧会の美術館

1903年(明治36年)、第5回の大阪今宮での博覧会は、日本が工業所有権の保護に関するパリ条約に加盟したことから、国外からの出品が可能となり、14か国18地域が参加し、出品点数31,064点と予想以上の出品が集まった。
この数字は、1900年（明治33年）パリ万博の37か国、1902年（明治35年）グラスゴー万国博覧会の14か国と比べてもあまり遜色がなかった。
元来は京都市との請願合戦に敗れた8年前の第四回開催を想定しての計画だったため、設備の拡充などの諸準備は前もって進んでおり、電気技術や出品物の整理状況は歴代内国勧業博覧会中最高の水準を誇った。
当初、1899年に開催予定だったが、1900年のパリ万博、1901年のグラスゴー万博への参加準備のため延期された。
3月1日から7月31日まで。観覧人530万余。会場のイルミネーションと冷蔵庫などの新製品が評判となった。橋本雅邦「瀟湘八景」、寺崎広業「滝口入道」、岡田三郎助「読書」、和田英作「こだま」、米原雲海「幼児と林檎」、赤塚自得「荒磯図額」、濤川惣助「雲月額」など。一方でアジアやアフリカの様々な民族を生きたまま展示する「学術人類館」が外交問題となった（人類館事件参照）。
博覧会跡地は日露戦争中に陸軍が使用したのち、1909年（明治42年）に東側の約5万坪が大阪市によって天王寺公園となった。西側の約2万8千坪は大阪財界出資の大阪土地建物会社に払い下げられ、1912年（明治45年）7月3日、「大阪の新名所」というふれこみで「新世界」が誕生。通天閣とルナパークが開業した。　　

## その後
第六回内国勧業博覧会を東京で開催する計画があったが、日露戦争（戦争景気）の後、戦後恐慌で政府の財政が悪化したため、延期されることになった。このため、1907年、東京府主催により東京勧業博覧会が開催され、3月20日から7月31日まで。約680万人が来場した。川合玉堂「二日月」、荒木寛畝「孔雀」、寺崎広業「王摩詰」、中村不折「建国剏業」、岡田三郎助「某夫人の肖像」など。

## 各種データ
- 第1回-第5回内国博の諸数値[12]

|       | 会期（日数）                              | 会場             | 敷地面積（坪） | 会場建坪（坪） | 入場者数  | 出品人数 | 出品点数 | 褒賞数 | 経費（円） |
| ----- | ----------------------------------------- | ---------------- | -------------- | -------------- | --------- | -------- | -------- | ------ | ---------- |
| 第1回 | 1877年（明治10年）8月21日-11月30日（102） | 東京・上野公園   | 29,807         | 3,013          | 454,168   | 16,147   | 14,455   | 4,321  | 122,410    |
| 第2回 | 1881年（明治14年）3月1日-6月30日（122）   | 東京・上野公園   | 43,300         | 7,563          | 822,395   | 31,239   | 85,366   | 4,031  | 276,350    |
| 第3回 | 1890年（明治23年）4月1日-7月31日（122）   | 東京・上野公園   | 40,000         | 9,569          | 1,023,693 | 77,432   | 167,066  | 16,119 | 566,500    |
| 第4回 | 1895年（明治28年）4月1日-7月31日（122）   | 京都・岡崎公園   | 50,558         | 8,744          | 1,136,695 | 73,781   | 169,098  | 17,729 | 443,303    |
| 第5回 | 1903年（明治36年）3月1日-7月31日（153）   | 大阪・天王寺今宮 | 114,017        | 16,506         | 5,305,209 | 130,416  | 276,719  | 36,487 | 1,093,973  |

- 美術工芸品の褒章一覧

|       | 褒章の種類 | 褒章の種類                   | 褒章の種類                   | 褒章の種類                   | 褒章の種類                   | 褒章の種類 |
| ----- | ---------- | ---------------------------- | ---------------------------- | ---------------------------- | ---------------------------- | ---------- |
| 第1回 | 龍紋賞牌   | 鳳紋賞牌                     | 花紋賞牌                     | 褒状                         | 褒状                         | 褒状       |
| 第2回 | 名誉賞牌   | 進歩賞牌（一等、二等、三等） | 妙技賞牌（一等、二等、三等） | 有効賞牌（一等、二等、三等） | 協賛賞牌（一等、二等、三等） | 褒状       |
| 第3回 | 名誉賞     | 一等協賛賞                   | 一等妙技賞                   | 二等妙技賞                   | 三等妙技賞                   | 褒状       |
| 第4回 | 名誉賞銀牌 | 妙技一等賞                   | 妙技二等賞                   | 妙技三等賞                   | 協賛賞（一等、二等、三等）   | 褒状       |
| 第5回 | 一等賞     | 二等賞                       | 三等賞                       | 褒状                         | 協賛褒状                     | 協賛褒状   |